# 田中宿
田中宿（たなかじゅく）は、長野県東御市田中にあった北国街道の宿場。

## 概要
田中宿は慶長（1596年 - 1614年）に真田氏の庇護の下、周辺の集落から当時禰津に住む、地元の小田中氏を中心に近郷3村を集めて成立させた。
しかし、寛保2年（1742年）8月1日の「戌の満水」と呼ばれる大洪水により、信濃国の千曲川流域全域に大被害をもたらし、約2800人の死者を出した大災害となった。田中宿は烏帽子山麓の所沢川からの鉄砲水でほとんど壊滅状態となり、この時の田中宿の被害は死者68人、負傷者59人、流失家屋120軒、残った家は29軒と伝えられている。この大災害で田中宿と本陣小田中家に関する多くの古文書を失った。いまでも菩提寺の東御市和にある、「曹洞宗興善寺」に当時の状況を記した資料が残っているものもある。
田中宿は、他の千曲川流域よりも甚大な被害で田中宿よりも比較的被害の少なかった海野宿に宿場の機能の全てを譲り海野宿を本宿として機能した。
その後、田中宿は立ち直り、宝暦11年（1761年）と文化3年（1806年）伝馬役は半月交代」とし海野町と交代で宿場を再開する。完全に再生を果たした天保（1830年）頃の田中宿には茶屋（6戸）、商家（14戸）、旅籠屋（10戸）などがあったとされる。
しかし、慶応3年（1867年）に大火が宿場全体の約6割を焼失し宿場の殆どが燃え去った。
記録では文化13年（1814年）伊能忠敬とその一行は田中宿本陣・小田中新右衛門に宿泊したと記録が残る。(その他の宿舎 山市屋四郎兵衛。昼休 上田城下町本陣　柳沢太郎兵衛。）
明治11年（1878年）8月30日に明治天皇の北国御巡幸の一行は、岩倉具視右大臣を筆頭に政府の高官など総勢7790人が、皇居を出発され碓氷の険を超え信濃路に入り、9月6日は追分、9月7日は田中宿の本陣小田中邸で明治天皇が御休憩されている。天皇が御休憩中に、岩倉具視右大臣をはじめ役人が海野宿を訪ねた。
近代では本陣の建物は、当時の門のみを残し「明治天皇ご休憩の碑」が現在も残っている。宿場機能が失われてからは、製紙業で発展した。
更に海野宿北側に計画中であった鉄道駅の計画が、当時蚕種業が隆盛を極めていた海野宿にとって汽車が排出する煙で桑が侵され蚕に害になるとされ、猛反対の運動を起こされたため鉄道駅設置の第二候補地であった田中に建設が決定し、明治21年（1888年）12月1日には田中駅が開業され鉄道交通網の発展とともに当町の商工業も飛躍的に発展向上した。
現在は田中商店街として東御市の中心として発展している。

## 年表
- 慶長年間（1596年 - 1614年） - 北国街道の宿場として設置される。
- 寛保2年（1742年）8月1日 - 「戌の満水」と呼ばれる千曲川流域の大洪水により、壊滅状態になり、海野宿に宿場機能を移転。
- 文化13年（1814年）伊能忠敬御一行が長野県を測量中に田中宿本陣（当主:小田中新右衛門）に宿泊。(その他の宿舎 山市屋四郎兵衛。昼休 上田城下町本陣　柳沢太郎兵衛。）
- 慶応3年（1867年） - 大火により宿場の殆どが燃え去った。
- 明治11年（1878年）9月7日 - 明治天皇御一行は田中宿に到着。本陣小田中邸にて明治天皇は御休息された。役人たちは海野宿に滞在した。
- 明治21年（1888年）12月1日 - 官設鉄道信越線田中駅が開設される。